# خفاش دم‌کوتاه ساول
خفاش دم‌کوتاه ساول (نام علمی: Carollia sowelli) نام یک گونه از سرده خفاش‌های برگ‌بینی دم‌کوتاه است.